# Minoru Yamasaki
Minoru Yamasaki  (山崎 實?, Yamasaki Minoru) (Seattle, 1º dicembre 1912 – Bloomfield Hills, 7 febbraio 1986) è stato un architetto statunitense di origine giapponese, noto per aver progettato il World Trade Center e le sue Torri Gemelle.

## Biografia
Minoru Yamasaki è considerato uno degli architetti più importanti del XX secolo. Lui e il collega e amico Edward Durell Stone sono generalmente considerati i due maestri del cosiddetto "Nuovo formalismo".
Lavorò negli studi professionali Harrison e Fouilhoux and Abramovitz, fra i migliori degli USA, acquisendo una solida formazione manieristica. Le sue costruzioni sono state definite di gusto neoclassico.

## Opere disegnate da Minoru Yamasaki
- 100 Washington Square, di Minneapolis, 1981
- Bank of Oklahoma, di Tulsa, Oklahoma, 1977
- Behavioral Sciences Building - nella Università di Harvard
- Birmingham Unitarian Church, di Bloomfield Hills
- I seguenti palazzi del Carleton College: Olin Hall of Science, 1961, Goodhue Dormitory, 1962, West Gym, 1964, Cowling Rec Center, 1965, Watson Hall, 1966
- Century Plaza Hotel, Los Angeles, 1966
- Century Plaza Towers, Los Angeles, 1975
- Columbia Center, della città di Troy (Michigan)
- College for Creative Studies Yamasaki Building, di Detroit, nel Michigan
- Daniell Heights married student housing, di Houghton, nel Michigan
- Dhahran International Airport - Aeroporto di Dhahran, in Arabia Saudita
- Eastern Airlines, terminale del Logan Airport Terminal di Boston, nel Massachusetts
- Eastern Province International Airport, dell'Arabia Saudita, 1985
- Education Building, palazzo della Wayne State University, di Detroit
- Federal Reserve Bank of Richmond, di Richmond, in Virginia
- Federal Science Pavilion, di Seattle, 1962 (oggi Pacific Science Center)
- Founder's Hall, a Shinji Shumeikai, nella Prefettura di Shiga, Giappone, 1982
- Gratiot Urban Redevelopment Project, di Detroit, Michigan, 1954
- Helen L. DeRoy Auditorium, della Wayne State University, di Detroit, Michigan
- Horace Mann Educators Insurance Co., di Springfield, Illinois, 1979
- IBM Building, di Seattle, Washington
- Irwin Library, della Butler University, di Indianapolis, Indiana
- Japan Center, di San Francisco, California, 1968
- John Marshall Middle School, di Westland (Michigan)
- King Building, palazzo dell'Oberlin College, 1966
- Aeroporto internazionale di Lambert-St. Louis, 1956 in collaborazione con George Hellmuth e Joseph Leinweber
- Lincoln Elementary School, di Livonia, Michigan, demolita negli anni '80 del secolo scorso
- M&T Bank Center, di Buffalo, 1967
- McGregor Memorial Conference Center, della Wayne State University, Detroit
- Michigan Consolidated Gas Co., di Detroit, Michigan, 1963
- Michigan State Medical Society Building, di East Lansing, Michigan, 1959
- Military Personnel Records Center, di Saint Louis
- Montgomery Ward, di Chicago, Illinois, 1972
- North Shore Congregation Israel, di Glencoe, Illinois, 1964
- Northwestern National Life Insurance Co., di Minneapolis, Minnesota, 1964
- Oberlin Conservatory of Music, dell'Oberlin College di Oberlin (Ohio), 1963
- One Woodward Avenue, di Detroit, Michigan
- Pahlavi University di Shiraz, Iran
- Performing Arts Center, di Tulsa, Oklahoma, 1976
- Pruitt-Igoe, complesso residenziale di edifici di Saint Louis, Missouri, demolito nel 1972
- Queen Emma Gardens, di Honolulu, 1964
- Quo Vadis Entertainment Center, a Westland (Michigan), 1966
- Rainier Bank Tower, Seattle, Washington, 1977
- Reynolds Metals Regional Sales Office, di Southfield, Michigan, 1959
- Robertson Hall, edificio dell'Università di Princeton, 1965
- Saudi Arabian Monetary Agency Head Office, di Riyadh, Arabia Saudita, 1981
- Sinagoga Beth-El di Bloomfield, Bloomfield Hills, Michigan, 1974
- Steinman College Center, edificio del Franklin and Marshall College, di Lancaster, in Pennsylvania, 1976
- Torre Picasso, di Madrid, Spagna, 1988
- One Government Center, di Toledo, Ohio, 1976
- Consolato degli USA di Kōbe, Giappone, 1955
- United States Pavilion, edificio di Nuova Delhi, India, 1959
- University Liggett School, di Grosse Pointe (Michigan), 1954
- Wascana Centre e l'Università di Regina, nel Saskatchewan, Canada
- World Trade Center, di New York, distrutto da un attentato terroristico l'11 settembre 2001